# Cecilia Loffredo
Cecilia Loffredo (* 24. Juli 2008 in Kopenhagen) ist eine dänische Kinderdarstellerin.

## Leben und Karriere
Cecilia Loffredo wurde am 24. Juli 2008 in Kopenhagen geboren. Ihr Debüt gab sie 2019 in dem Film Walhalla – Die Legende von Thor. Danach war sie 2020 in der Netflixserie The Rain zu sehen. 2022 bekam sie in dem Film Julemandens datter 3: Den magiske tidsmaskine die Hauptrolle. Im selben Jahr spielte Loffredo in der Serie Det Forsvundne Ravkammer die Hauptrolle.

## Filmografie
- 2019: Walhalla – Die Legende von Thor (Valhalla)
- 2020: The Rain (Fernsehserie, 6 Folgen)
- 2022: Julemandens datter 3: Den magiske tidsmaskine
- 2022: Det Forsvundne Ravkammer (Fernsehserie, 8 Folgen)
- 2024: Mysteriet på Bornholm (Fernsehserie, 8 Folgen)
- 2024: Farvel Forever (Fernsehserie, 7 Folgen)